# Empire Awards per il miglior debutto
Gli Empire Awards per il miglior debutto è un riconoscimento cinematografico inglese, votato dai lettori della rivista Empire. 
Il premio viene consegnato annualmente dal 1996: fino al 2011 come categoria unica (con eccezione dell'edizione 2007), dal 2012 è stato diviso in Miglior debutto femminile e Miglio debutto maschile.

## Miglior debutto
I vincitori sono indicati in grassetto.

### 1990
- 1996
  - Bryan Singer – I soliti sospetti (The Usual Suspects)

- 1997
  - Ewen Bremner – Trainspotting

- 1998
  - Gary Oldman – Niente per bocca (Nil by Mouth)

- 1999
  - Vinnie Jones – Lock & Stock - Pazzi scatenati (Lock, Stock and Two Smoking Barrels) 
  - Cate Blanchett – Elizabeth
  - Charlize Theron – L'avvocato del diavolo (The Devil's Advocate)
  - Denise Richards – Starship Troopers - Fanteria dello spazio (Starship Troopers)
  - Shane Meadows – Ventiquattrosette (Twenty Four Seven)

### 2000
- 2000
  - Carrie-Anne Moss - Matrix (The Matrix)
  - Damien O'Donnell - East Is East - Una Famiglia Ideale (East Is East)

- 2001
  - Jamie Bell - Billy Elliot
  - Sam Mendes – American Beauty
  - Spike Jonze – Essere John Malkovich (Being John Malkovich)
  - Peter Lord e Nick Park – Galline in fuga (Chicken Run)
  - Sofia Coppola – Il giardino delle vergini suicide (The Virgin Suicides)

- 2002
  - Orlando Bloom - Il Signore degli Anelli - La Compagnia dell'Anello (Lord of the Rings: The Fellowship of the Ring)
  - Sharon Maguire - Il diario di Bridget Jones (Bridget Jones's Diary) 
  - Daniel Radcliffe, Rupert Grint e Emma Watson - Harry Potter e la pietra filosofale (Harry Potter and the Philosopher's Stone)
  - Keira Knightley - The Hole
  - Billy Boyd e Dominic Monaghan - Il Signore degli Anelli - La Compagnia dell'Anello (Lord of the Rings: The Fellowship of the Ring)

- 2003
  - Rosamund Pike – La morte può attendere (Die Another Day)
  - Cillian Murphy – 28 giorni dopo (28 Days Later)
  - Parminder Nagra – Sognando Beckham (Bend It Like Beckham)
  - Neil Marshall – Dog Soldiers
  - Martin Compston – Sweet Sixteen

- 2004
  - Martine McCutcheon - Love Actually - L'amore davvero (Love Actually)
  - Fenella Woolgar - Bright Young Things
  - Eli Roth – Cabin Fever
  - Andrew Lincoln - Love Actually - L'amore davvero (Love Actually
  - Mackenzie Crook - La maledizione della prima luna (Pirates of the Caribbean: The Curse of the Black Pearl)

- 2005
  - Freddie Highmore – Neverland - Un sogno per la vita (Finding Neverland)
  - Sienna Miller – Alfie
  - Zach Braff – La mia vita a Garden State (Garden State) 
  - Matthew Vaughn – The Pusher (Layer Cake)
  - Bryce Dallas Howard – The Village

- 2006
  - Kelly Reilly – Lady Henderson presenta (Lady Henderson Presents) e Orgoglio e pregiudizio (Pride & Prejudice)
  - Georgie Henley – Le cronache di Narnia - Il leone, la strega e l'armadio (The Chronicles of Narnia: the Lion, the Witch & the Wardrobe)
  - James McAvoy – Le cronache di Narnia - Il leone, la strega e l'armadio (The Chronicles of Narnia: the Lion, the Witch & the Wardrobe)
  - Nathan Fillion – Serenity
  - Leo Gregory – Stoned

- 2008
  - Sam Riley - Control
  - Saoirse Ronan - Espiazione (Atonement)
  - Gemma Arterton - St. Trinian's
  - Thomas Turgoose - This Is England
  - Shia LaBeouf - Transformers

- 2009
  - Gemma Arterton - Quantum of Solace
  - Hayley Atwell - La duchessa (The Duchess)
  - Toby Kebbell - RocknRolla
  - Robert Pattinson - Twilight
  - Jim Sturgess - 21

### 2010
- 2010
  - Aaron Taylor-Johnson – Nowhere Boy
  - Sharlto Copley – District 9
  - Katie Jarvis – Fish Tank
  - Anna Kendrick – Tra le nuvole (Up in the Air) e The Twilight Saga: New Moon
  - Carey Mulligan – An Education

- 2011
  - Chloë Grace Moretz – Kick-Ass e  Blood Story (Let Me In)
  - Gareth Edwards – Monsters
  - Jaden Smith – The Karate Kid - La leggenda continua (The Karate Kid)
  - Jennifer Lawrence – Un gelido inverno (Winter's Bone)
  - Mia Wasikowska – Alice in Wonderland

## Miglior debutto maschile
I vincitori sono indicati in grassetto.

### 2000
- 2007
  - Brandon Routh – Superman Returns
  - Rian Johnson – Brick - Dose mortale (Brick)
  - Dominic Cooper – The History Boys ed Il quiz dell'amore (Starter for 10)
  - Paul Dano – Little Miss Sunshine
  - Alex Pettyfer – Alex Rider: Stormbreaker

### 2010
- 2012
  - Tom Hiddleston – Thor
  - John Boyega – Attack the Block - Invasione aliena (Attack the Block)
  - Asa Butterfield – Hugo Cabret (Hugo)
  - Sam Claflin – Pirati dei Caraibi - Oltre i confini del mare (Pirates of the Caribbean: On Stranger Tides)
  - Jeremy Irvine – War Horse
  - Craig Roberts – Submarine

- 2013
  - Tom Holland – The Impossible
  - Domhnall Gleeson – Anna Karenina
  - Suraj Sharma – Vita di Pi (Life of Pi)
  - Rafe Spall – Vita di Pi (Life of Pi)
  - Steve Oram – Killer in viaggio (Sightseers)

- 2014
  - Aidan Turner − Lo Hobbit - La desolazione di Smaug (The Hobbit: The Desolation of Smaug)
  - Barkhad Abdi − Captain Phillips - Attacco in mare aperto (Captain Phillips)
  - George MacKay − Sunshine on Leith
  - Oscar Isaac − A proposito di Davis (Inside Llewyn Davis)
  - Tye Sheridan − Mud
  - Will Poulter  − Come ti spaccio la famiglia (We're the Millers)

- 2015[1]
  - Taron Egerton - Kingsman - Secret Service (Kingsman: The Secret Service)
  - Dan Stevens - The Guest
  - Daniel Huttlestone - Into the Woods
  - Ellar Coltrane - Boyhood
  - Jack O'Connell - Unbroken

- 2016[2]
  - John Boyega - Star Wars - Il risveglio della Forza (Star Wars: The Force Awakens)
  - Abraham Attah - Beasts of No Nation
  - Thomas Mann - Quel fantastico peggior anno della mia vita (Me & Earl & the Dying Girl)
  - Jason Mitchell - Straight Outta Compton
  - Jacob Tremblay - Room

- 2017[3]
  - Dave Johns - Io, Daniel Blake (I, Daniel Blake)
  - Tom Holland - Captain America: Civil War
  - Riz Ahmed - Rogue One: A Star Wars Story
  - Julian Dennison - Selvaggi in fuga (Hunt for the Wilderpeople)
  - Lewis MacDougall - Sette minuti dopo la mezzanotte (A Monster Calls)
- 2018[4]
  - Josh O'Connor - La terra di Dio - God's Own Country (God's Own Country)
  - Timothée Chalamet - Chiamami col tuo nome (Call Me by Your Name)
  - Ansel Elgort - Baby Driver - Il genio della fuga (Baby Driver)
  - Daniel Kaluuya - Scappa - Get Out (Get Out)
  - Fionn Whitehead - Dunkirk

## Miglior debutto femminile
I vincitori sono indicati in grassetto.

### 2000
- 2007
  - Eva Green – Casino Royale
  - Vera Farmiga – The Departed - Il bene e il male (The Departed)
  - Ellen Page – Hard Candy
  - Abigail Breslin – Little Miss Sunshine
  - Rebecca Hall – The Prestige

### 2010
- 2012
  - Felicity Jones – Like Crazy
  - Celine Buckens – War Horse
  - Elle Fanning – Super 8
  - Laura Haddock – Finalmente maggiorenni (The Inbetweeners Movie)
  - Hailee Steinfeld – Il Grinta (True Grit)
  - Bonnie Wright – Harry Potter e i Doni della Morte - Parte 2 (Harry Potter and the Deathly Hallows - Part 2)

- 2013
  - Samantha Barks – Les Misérables
  - Alicia Vikander – Anna Karenina
  - Quvenzhané Wallis – Re della terra selvaggia (Beasts of the Southern Wild)
  - Alice Lowe – Killer in viaggio (Sightseers)
  - Holliday Grainger – Grandi speranze (Great Expectations)

- 2014
  - Margot Robbie − The Wolf of Wall Street
  - Adèle Exarchopoulos  − La vita di Adele (La Vie d'Adèle - Chapitres 1 & 2)
  - Antonia Thomas − Sunshine on Leith
  - Elizabeth Debicki − Il grande Gatsby (The Great Gatsby)
  - Freya Mavor − Sunshine on Leith
  - Lupita Nyong’o − 12 anni schiavo (12 Years a Slave)

- 2015[1]
  - Karen Gillan - Oculus - Il riflesso del male (Oculus) e Guardiani della Galassia (Guardians of the Galaxy)
  - Carrie Coon - L'amore bugiardo - Gone Girl (Gone Girl)
  - Essie Davis - Babadook (The Babadook)
  - Gugu Mbatha-Raw - La ragazza del dipinto (Belle)
  - Sophie Cookson - Kingsman - Secret Service (Kingsman: The Secret Service)

- 2016[2]
  - Daisy Ridley - Star Wars - Il risveglio della Forza (Star Wars: The Force Awakens)
  - Olivia Cooke - Quel fantastico peggior anno della mia vita (Me & Earl & the Dying Girl)
  - Rebecca Ferguson - Mission: Impossible - Rogue Nation
  - Maika Monroe - It Follows
  - Bel Powley - Diario di una teenager (The Diary of a Teenage Girl)

- 2017[3]
  - Anya Taylor-Joy - The Witch
  - Sasha Lane - American Honey
  - Angourie Rice - The Nice Guys
  - Sennia Nenua - La ragazza che sapeva troppo (The Girl with All the Gifts)
  - Hayley Squires - Io, Daniel Blake (I, Daniel Blake)
- 2018[4]
  - Dafne Keen - Logan: The Wolverine (Logan)
  - Emily Beecham - Daphne
  - Florence Pugh - Lady Macbeth
  - Tessa Thompson - Thor: Ragnarok
  - Kelly Marie Tran - Star Wars - Gli ultimi Jedi (Star Wars: The Last Jedi)